# خوسيه روماو
خوسيه روماو (بالبرتغالية: José Pratas Romão) هو مدرب كرة قدم ولاعب كرة قدم برتغالي في مركز الدفاع، ولد في 13 أبريل 1954 في باجة في البرتغال. لعب مع فيتوريا دي غيماريش ونادي فيزيلا.

## وصلات خارجية
- خوسيه روماو على موقع قاعدة بيانات كرة القدم.إي يو (الإنجليزية)
- خوسيه روماو على موقع عالم كرة القدم.نت (الإنجليزية)
- خوسيه روماو على موقع أوليمبيديا (الإنجليزية)